# RISCOS Limited
RISCOS Limited (часто сокращается до ROL) — компания, занимающаяся производством программного обеспечения и ИТ-консалтингом. Она получила лицензию на RISC OS от компании Element 14 и затем от Pace Micro Technology. Компания продолжает разработку RISC OS. Среди основателей компании есть разработчики, работавшие ещё в дилерской сети Acorn Computers.

## История
RISCOS Ltd образована для продолжения разработок RISC OS нацеленных на конечного пользователя после делистинга компании Acorn Computers, последовавшего за её приобретением Morgan Stanley Dean Witter для того, чтобы извлечь выгоду из доли акций, которую Acorn имела в ARM Ltd. В марте 1999 года RISCOS Ltd получила исключительные права на разработку и продажу RISC OS 4 для рынка настольных компьютеров от Element 14. Несколькими неделями позднее компания Pace приобрела здание кембриджской штаб-квартиры Acorn и персонал за 200 000 фунтов стерлингов и затем продолжила разрабатывать свою собственную версию RISC OS, предназначенную в основном для ресиверов цифрового телевидения и других встраиваемых устройств.

## Продукция

### RISC OS 4

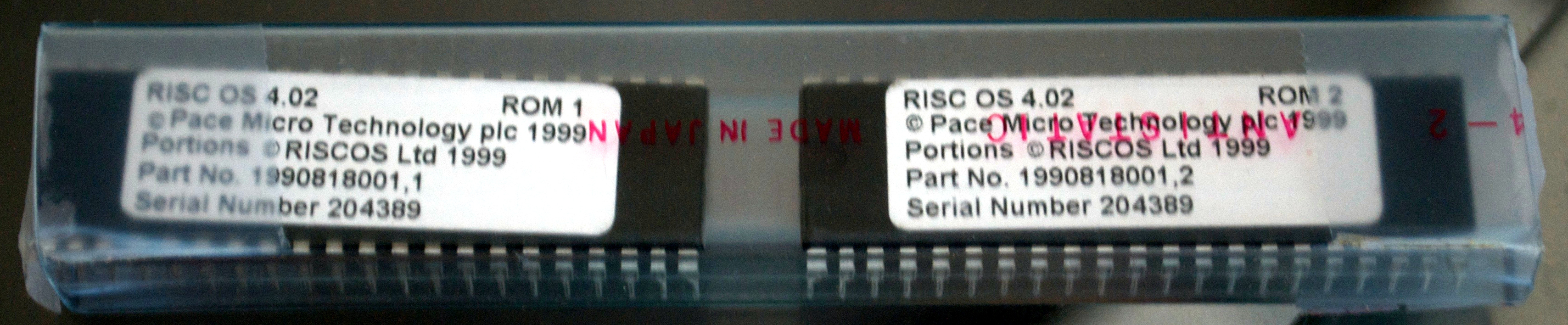
Микросхемы ПЗУ с RISC OS 4.02

RISCOS Ltd завершила работы по созданию RISC OS 4 и в июле 1999 года она была выпущена для апгрейда существующих машин. Затем работа продолжилась над обновлённой версией системы с набором ПО, которая была выпущена по годовой подписке под названием RISC OS Select в 2002 году.
В 2004 году компания заменила свою основную систему RISC OS 4.02 на обновлённую версию, получившую название RISC OS Adjust. Эта версия RISC OS была основана на версии 4.39 или Select Edition 3 Issue 4 по годовой подписке. В том же году RISCOS Ltd решила выпустить полностью 32-битную совместимую версию RISC OS Adjust для десктопного компьютера A9home производства компании Advantage Six. A9home был выпущен в мае 2006 года после 12 месяцев бета-тестирования, хотя текущая сборка Adjust 32, под названием RISC OS 4.42, пока еще не полнофункциональна.
В результате длительной задержки реализации 32-битной совместимости RISC OS Adjust компания привлекла критику от пользователей подписанных на годовую подписку, так как они не получили никакого рабочего продукта в течение процесса конвертирования.

### RISC OS Six
В октябре 2006 года бета-версия RISC OS Six стала доступной для скачивания подписчикам по годовой подписке. RISC OS Six представляет следующее поколение, развиваемого RISCOS Ltd. направления операционных систем. Значительная переносимость, стабильность и улучшения внутренней структуры, включая полную 26/32-битную нейтральность, легли в основу будущих релизов компании, все из которых основываются на версии 6. Первым продуктом выпущенным на базе RISC OS Six стала Select Edition 4. Select 4 работает на Risc PC и A9home, но нет подтверждений тому сможет ли она работать на более новом аппаратном обеспечении, таком как Iyonix PC и ARMini.

### Лицензированная эмуляция
В 2003 году компания достигла соглашения с VirtualAcorn о лицензировании их ОС для использования с эмулятором.

## Полемика вокруг лицензии
В ноябре 2002 года компания Castle Technology выпустила модифицированную версию 32-битной RISC OS компании Pace под названием RISC OS 5 для своих Iyonix PC с явным нарушением лицензионного соглашения, которое RISCOS Ltd имеет с Element 14. В июле 2003 года Castle Technology выкупила все права на технологию RISC OS у Pace в целях попытаться легализовать ситуацию. В январе 2004 года Castle Technology поглотила Tematic Ltd., компанию образованную инженерами ранее работавшими в Pace, уволенные по сокращению штатов в марте 2003 года. Результатом стала длительная и язвительная полемика между RISCOS Ltd и Castle Technology по поводу лицензирования, которая в конечном счёте привела к тому, что Castle Technology заявила о прекращении действия лицензии RISCOS Ltd на разработку, продажу и сублицензирование RISC OS 4. RISCOS Ltd отвергла все сделанные обвинения и потребовала от Castle Technology идентифицировать как и у кого она купила RISC OS 5. Сигналом об окончании полемики стало соглашение между RISCOS Ltd. и Castle Technology о работе по попытке слияния их направлений разработки и воссоединить RISC OS, при этом инженеры Castle Technology работают над ключевыми функциями системы, а RISCOS Ltd над элементами пользовательского интерфейса. Одним из заключалось в том, что RISCOS Ltd согласилась на переименование в RISC OS Developments Ltd. Позднее компании согласились о слиянии версий RISC OS 4 и RISC OS 5, но по состоянию на 2011 год слияние так и не произведено.
Подразделение Castle Tematic было расформировано в сентябре 2005 года. В декабре 2005 года RISCOS Ltd всё ещё торговала под именем RISCOS Ltd.
RISCOS Ltd. обдумывает законность действий в 2008 году по предотвращению выпуска RiscPC-совместимого образа ПЗУ RISC OS Open.